# Paradolichurus obidensis
Paradolichurus obidensis är en insektsart som först beskrevs av Adolpho Ducke 1903.  Paradolichurus obidensis ingår i släktet Paradolichurus och familjen kackerlackesteklar (Ampulicidae).

## Underarter
Arten delas in i följande underarter:
- P. o. obidensis
- P. o. maranhensis